# パブロ・アルバレス・ヌニェス
パブロ・アルバレス・ヌニェス（Pablo Álvarez Núñez、1980年5月14日 - ）は、スペイン・オビエド出身の元サッカー選手。ポジションはMF。

## 経歴
2001年5月19日、セグンダ・ディビシオン・レアル・ベティス戦においてプロデビュー。スポルティング・デ・ヒホン時代に名付けられた愛称の"Tibu"(鮫)はゴールを挙げた後の鮫を模した(頭の上に手を掲げる)パフォーマンスから由来している。
2006年、ボスマンルールによりデポルティーボ・ラ・コルーニャに加入。
サッカーガリシア代表に選ばれている。